# Dayuan

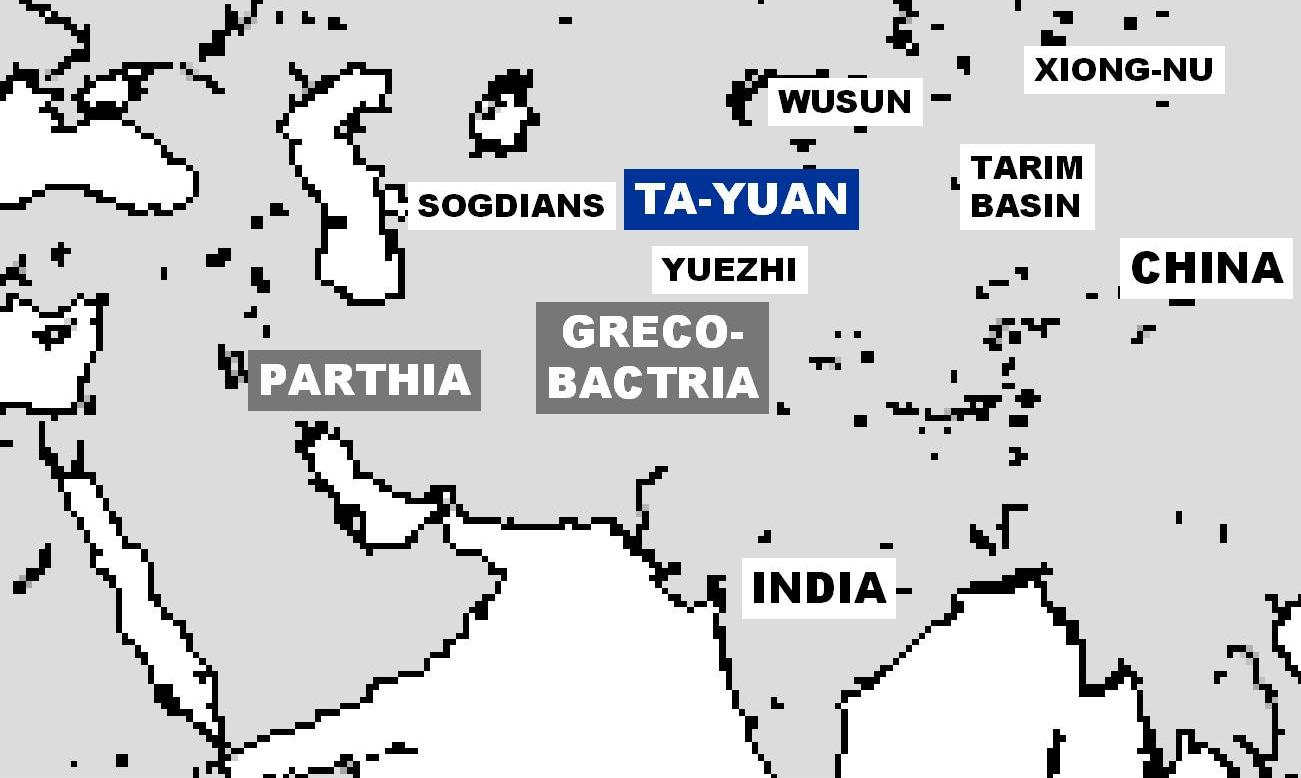
Le Dayuan (dans la vallée du Ferghana) était l'une des trois civilisations avancées d'Asie centrale autour de 130 avant notre ère, avec la Parthie et le royaume gréco-bactrien, selon l'ouvrage historique chinois Livre de Han.

Dayuan (ou Tayuan; en Chinois : 大宛) est l'exonyme chinois d'un royaume qui a existé dans la vallée de Ferghana en Asie centrale, décrit dans les ouvrages historiques chinois des archives du grand historien et du livre de Han . Il est mentionné dans les récits du célèbre explorateur chinois Zhang Qian en 130 avant notre ère et des nombreuses ambassades qui l'ont suivi en Asie centrale. Le royaume de Dayuan est généralement accepté comme se rapportant à la vallée de Ferghana, contrôlée par la polis grecque Alexandrie Eschate ( Khujand moderne, Tadjikistan ).
Ces récits chinois décrivent les "Dayuan" comme des habitants urbanisés aux traits caucasiens, vivant dans des villes fortifiées et ayant des "coutumes identiques à celles de la Daxia " ou des Gréco-Bactriens, un royaume hellénistique qui régnait à l'époque sur la Bactriane dans le nord de l'Afghanistan. Les Dayuan sont également décrits comme des artisans et de grands amateurs de vin.
Les Dayuan étaient les descendants des Grecs réinstallés de force dans la région par l'Empire perse, ainsi que les colons grecs ultérieurs qui ont été installés par Alexandre le Grand dans le Ferghana en 329 avant notre ère (voir Alexandrie Eschate ), et qui prospérèrent entre le royaume hellénistique les Séleucides et les Gréco-Bactriens, jusqu'à ce qu'ils soient isolés des autres royaumes hellénistiques  par les migrations des Yuezhi vers 160 avant notre ère et des Scythes en 140. Il semble que le nom "Yuan" était simplement une transcription du sanscrit Yavana ou Pali Yona, utilisé dans toute l'Antiquité en Asie pour désigner les Grecs (" Ioniens "), de sorte que Dayuan signifierait "Grands Ioniens" ou "Grands Grecs".

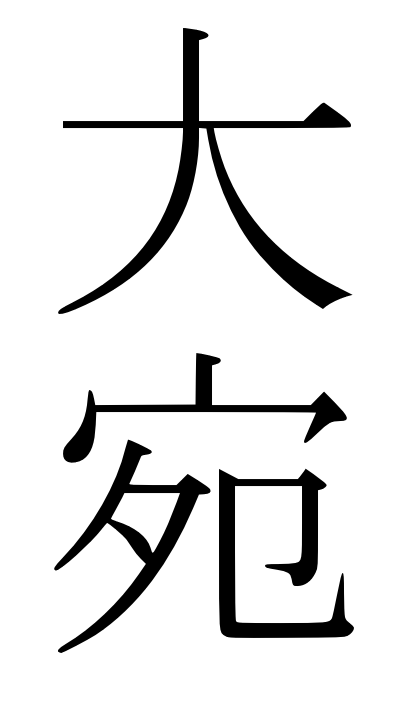
Caractères chinois pour Dayuan, associant le caractère pour "Grand", et un caractère représentant à l'origine deux personnes assises sous un même toit, mais utilisé pour sa valeur sonore ici. Il est prononcé "yuan" au lieu du "wan" plus habituel.

En 100 avant notre ère, le royaume a été vaincu par la dynastie Han dans la guerre Han-Dayuan . L'interaction entre le Dayuan et les Chinois est historiquement cruciale, car elle représente l'un des premiers contacts majeurs entre une civilisation occidentale urbanisée et la civilisation chinoise, ouvrant la voie à la formation de la Route de la Soie qui devait relier l'Est et l'Ouest dans les échanges matériels et culturels du Ier siècle av. J.-C. au XVe siècle. [réf. nécessaire]
Cette région a été gouvernée par la Perse à partir de Xerxès I, et a commencé à être peuplée par des Grecs à cette époque. Lorsque les Grecs dans d'autres parties de l'empire perse se rebellèrent ou qu'ils étaient simplement gênants pour le pouvoir Achéménide, ils étaient exilés à l'extrême nord-est de l'empire perse, le segment le plus éloigné de leur patrie. Au moment de la chute de la Perse par Alexandre le Grand, les villages, la langue et la culture grecs étaient donc courants dans cette région.

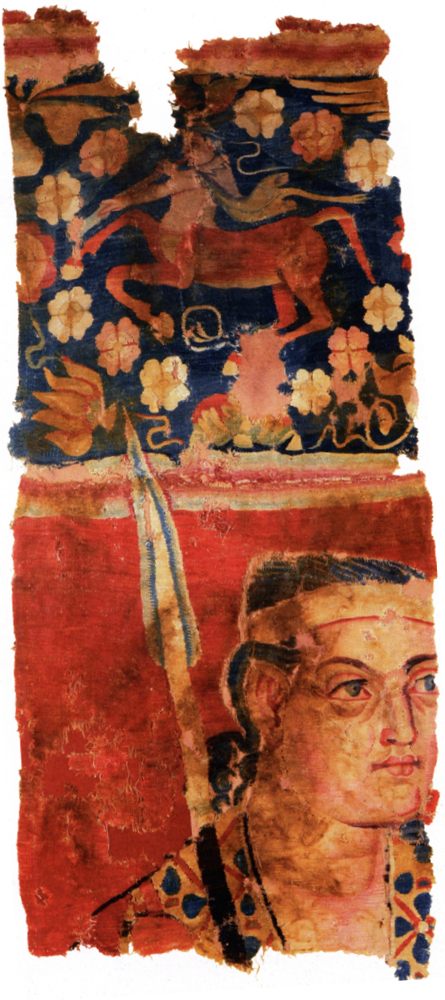
Roi hellénistique (si l'on se réfère au diadème royal) avec une lance, l'arme caractéristique des hoplites. La fresque dépeint un centaure, monstre mythologique grec. Tenture en laine, tapisserie Sampul,, Sampul, Musée d'Urumqi au Xinjiang.

La région du Ferghana fut conquise par Alexandre le Grand en 329 avant notre ère et est devenue sa base la plus avancée en Asie centrale. Il a fondé la ville fortifiée d' Alexandrie Eschate (Lit. "Alexandrie la plus éloignée") dans la partie sud-ouest de la vallée de Ferghana, sur la rive sud de la rivière Syr Darya (ancienne Jaxartes), à l'emplacement de la ville moderne de Khujand (également appelée Khozdent, anciennement Leninabad), dans l'état du Tadjikistan. Alexandre a construit un mur de briques de 6 kilomètres de long autour de la ville et, comme dans le cas des autres villes qu'il a fondées, a fait installer une garnison de ses anciens combattants à la retraite et des blessés.
L'ensemble de la Bactriane, de la Transoxiane et de la région de Ferghana est resté sous le contrôle de l'Empire hellénistique séleucide jusqu'en 250 avant notre ère. La région a ensuite acquis son indépendance sous la direction de ses gouverneurs grecs Diodote de Bactriane, pour devenir le royaume gréco-bactrien.

## Royaume gréco-bactrien (250-160 avant notre ère)

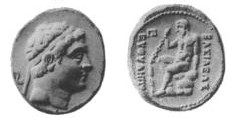
Le roi gréco-bactrien Euthydemus I (230-200 av. J.-C.)

Les Gréco-Bactriens contrôlaient leur territoire et, selon l'historien grec Strabon, ils allèrent même au-delà d'Alexandrie Eschate et «étendirent leur empire jusqu'aux Seres et aux Phryni » ( Strabon XI. XI. je ). Il semblerait qu'ils aient mené des expéditions jusqu'à Kashgar au Xinjiang, ce qui conduisit aux premiers contacts connus entre la Chine et l'Occident vers 200 av. Diverses statuettes et représentations de soldats grecs ont été trouvées au nord du Tien Shan et sont aujourd'hui exposées au musée d'Urumqi (Boardman).
Vers 160 av. J.-C., la région du Ferghana semble avoir été envahie par les tribus Saka (appelées Sai-Wang par les Chinois). Les Sai-Wang, installés à l'origine dans la vallée de l'Ili, dans la zone du lac Issyk Kul, battirent en retraite vers le sud après avoir été délogés par les Yuezhi (qui fuyaient eux-mêmes les Xiongnu ): 

« The Yuezhi attacked the king of the Sai ("Sai-Wang") who moved a considerable distance to the south and the Yuezhi then occupied his lands »

— Han Shu, 61 4B.

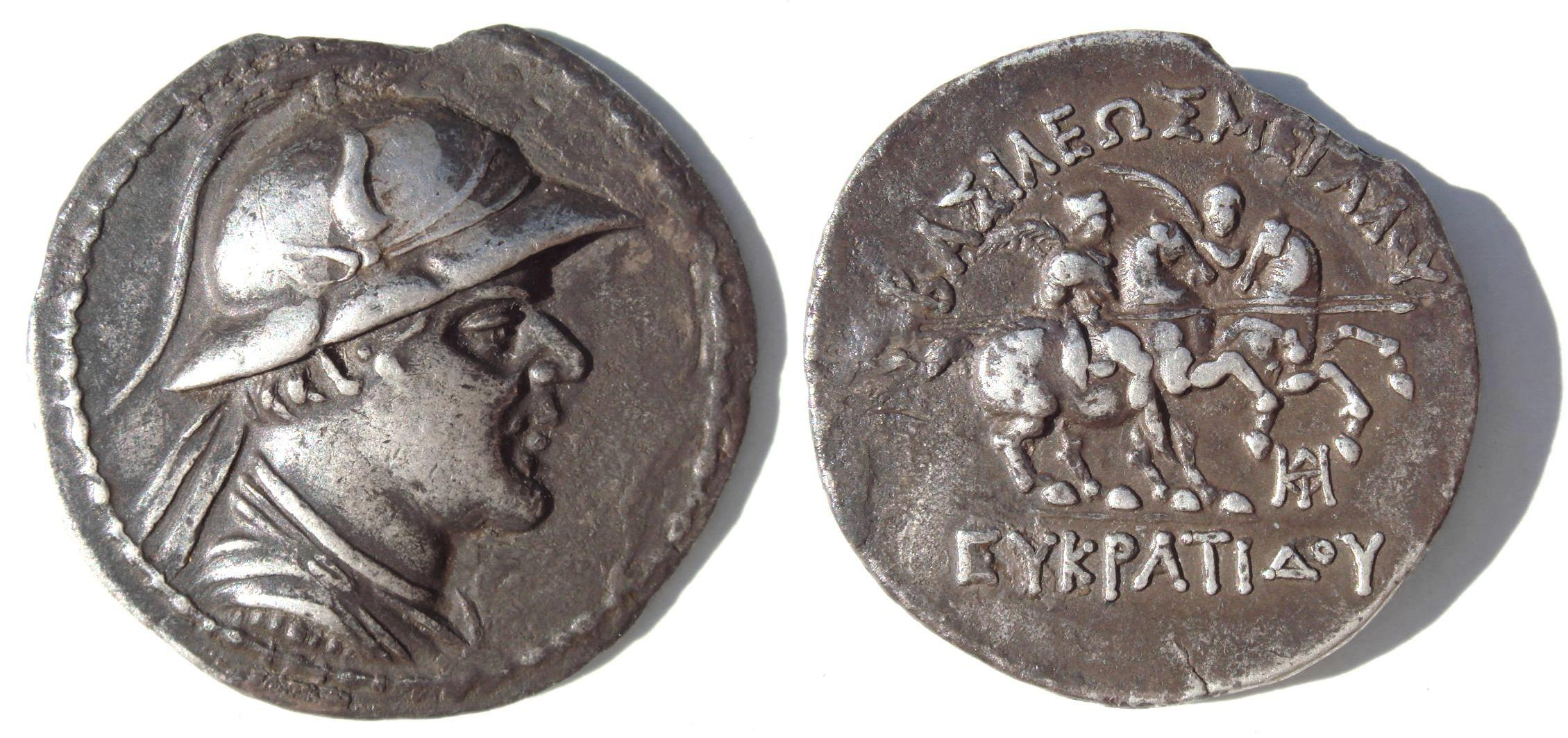
Tétradrachme d'argent du roi Eucratides I, qui a probablement perdu le territoire de Ferghana au profit des Sakas.

Les Sakas occupèrent le territoire grec de Dayuan, profitant du fait que les Gréco-Bactriens étaient entièrement occupés par leur conflit en Inde contre les Indo-Grecs, et pouvait à peine défendre leurs provinces du nord. Selon W. W. Tarn, 

« The remaining of the Sai-Wang tribes apparently seized the Greek province of Ferghana… It was easy at this time to occupy Ferghana: Eucratides had just overthrown the Euthydemid dynasty, he himself was with his army in India, and in 159 he met his death… Heliocles, preoccupied first with the recovery of Bactria and then with the invasion of India, must have let this outlying province go »

— W. W. Tarn, The Greeks in Bactria and India.

### Règne des Sakas
Le règne des Sakas a commencé en 160 av. J.-C. [réf. nécessaire]

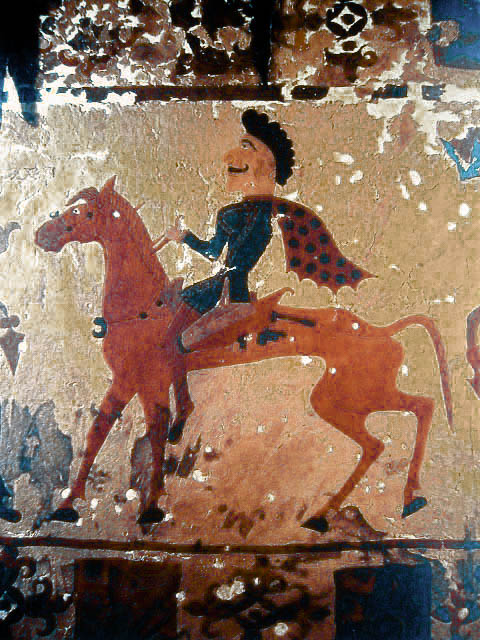
Un cavalier Saka (scythe) de la région au nord du Tian Shan, Pazyryk, v. 300 avant notre ère.

Lorsque l'envoyé chinois Zhang Qian décrit Dayuan vers 128 avant notre ère, il mentionna, outre la civilisation urbaine florissante, des guerriers "tirant des flèches à cheval", une description probable des guerriers nomades Saka. Dayuan était probablement devenu alors un royaume de peuples nomades exigeant un hommage de la population hellénistique urbanisée locale.
De plus, en 106–101 avant notre ère, au cours de leur conflit avec la Chine, le pays de Dayuan est dit avoir été un allié avec les tribus voisines du Kangju (probablement la  Sodgiane). Les Chinois ont également enregistré le nom du roi de Dayuan comme "Mu-Kua", un Saka nom de rendu en grec comme Mauakes ou Maues. Un autre Scythe souverain du nom de Maues a été plus tard gouverneur du royaume indo-scythe dans le nord de l'Inde, au cours du Ier siècle av. J.-C.

### La migration Yuezhi
Selon les chroniques Han en 132BCE, les Yuezhi ont été chassés de la vallée de la rivière Ili par les Wusun. Ils ont fui au sud de la région de la rivière Ili, contourné la civilisation urbaine des Dayuan à Ferghana et se sont réinstallés au nord de l'Oxus en Bactriane, coupant définitivement Dayuan du contact avec le royaume gréco-bactérien. Les Yuezhi s'étendront plus au sud en Bactriane proprement dite vers 125 avant notre ère, puis formeraient l'Empire Kushan au Ier siècle.
Le Dayuan est resté une civilisation robuste et puissante [réf. nécessaire]   qui a eu de nombreux contacts et échanges avec la Chine à partir de 130 avant notre ère.

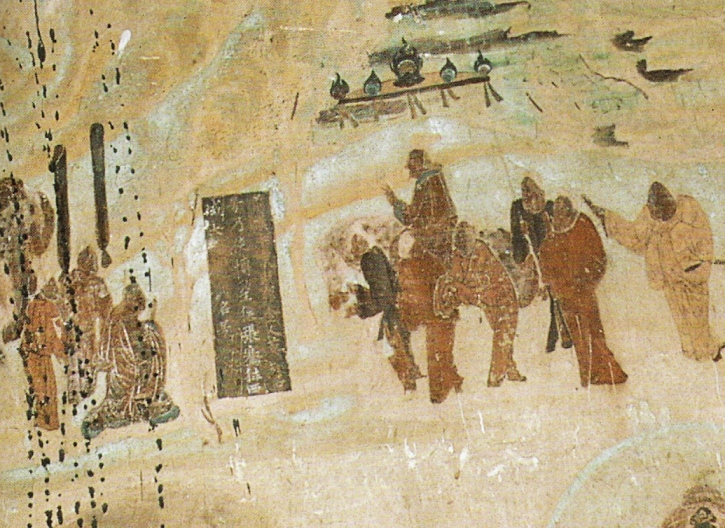
Zhang Qian quittant l'empereur Han Wudi, pour son expédition en Asie centrale de 138 à 126 avant notre ère, fresque des grottes de Mogao, 618–712 CE.

Vers 130 avant notre ère, au moment de l'ambassade de Zhang Qian en Asie centrale, les habitants du Dayuan étaient décrits comme des habitants d'une région correspondant au Ferghana, loin à l'ouest de l'empire chinois.

« The capital of the kingdom of Dayuan is the city of Guishan (Khujand), distant from Chang'an 12,550 li (Shiji,123 calls the capital Ershi). The kingdom contains 60,000 families, comprising a population of 300,000, with 60,000 trained troops, a Viceroy, and a National Assistant Prince. The seat of the Governor General lies to the east at a distance of 4,031 li. »

— Han Shu
Au sud-ouest se trouvaient les territoires des Yuezhi, avec les Gréco-Bactrians plus au sud encore, au-delà de l'Oxus .

« The great Yueh-chih is situated about 2000 or 3000 li west of Dayuan; they dwell north of the river Kuei (Oxus). To the south of them there is Daxia (Bactrians), to the west, Anxis (Parthians); to the north Kangju (Sogdians). »

— Shiji, 123.5b
Le Shiji explique ensuite que les Yuezhi habitaient à l'origine le Corridor du Hexi, avant d'être vaincus par les Xiongnu sous Mao-tun et plus tard par son fils en 176 avant notre ère, les forçant à dépasser le territoire des Dayuan et à se réinstaller à l'Ouest par les rives de l'Oxus, entre le territoire des Dayuan et de la Bactriane au sud.

#### Des citadins urbanisés
Selon Zhang Qian, les coutumes des Dayuan furent identiques à celles des Grecs installé en Bactriane, plus au sud, qui sont à l'origine du royaume gréco-bactrien de l'époque.

« Their customs (the Bactrians) are the same as those of Dayuan. The people have fixed abodes and live in walled cities and regular houses like the people of Dayuan. They have no great kings or heads, but everywhere in their walled cities and settlements they have installed small kings. »

— Shiji, 123.3b

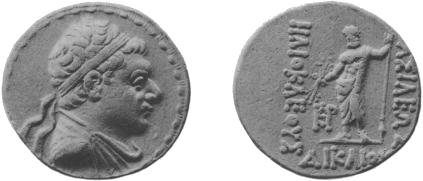
Pièce en argent du roi gréco-bactrien Héliocle I (150-125 avant notre ère) à l'époque de l'ambassade de Zhang Qian.

Ils sont décrits comme des citadins, contrairement à d'autres populations telles que les Yuezhi, les Wusun ou les Xiongnu qui étaient nomades.

#### Apparence et culture
Le Shiji commente leur apparence caucasienne et la culture des gens du Dayuan: 
 Bien que les États du Dayuan West et d'Anxi parlent des langues assez différentes, leurs coutumes sont généralement similaires et leurs langues mutuellement intelligibles. Les hommes ont tous des yeux profonds et une barbe et des moustaches abondantes. Ils sont habiles au commerce et marchandent sur une base de cent (100). Les femmes sont tenues en grand respect et les hommes prennent des décisions sur les conseils de leurs femmes. 
 Ils étaient de grands artisans et amateurs de vin : 

« Round about Dayuan they make wine from grapes. Wealthy people store up as much as 10,000 stones and over in their cellars, and keep it for several tens of years without spoiling. The people are fond of wine. »

— Shiji, 123
Les archives du Grand Historien et du Livre de Han décrivent les Dayuan comme comptant plusieurs centaines de milliers de personnes vivant dans 70 villes fortifiées de tailles différentes. Ils cultivaient du riz et du blé et faisaient du vin à partir de raisins. 
 

Selon le Shiji, les raisins et la luzerne furent introduits en Chine en provenance du Dayuan après l'ambassade de Zhang Qian: 
 Les régions du Dayuan produisent du vin à partir de raisins, les habitants les plus riches en conservant jusqu'à 10 000 piculs ou plus. Il peut être conservé pendant vingt ou trente ans sans se gâter. Les gens aiment leur vin et les chevaux aiment leur luzerne. Les envoyés Han ont ramené des graines de raisin et de luzerne en Chine et l'empereur a essayé pour la première fois de cultiver ces plantes dans des zones de sols riches. Plus tard, lorsque les Han ont acquis un grand nombre de «chevaux célestes» et que les envoyés d'États étrangers ont commencé à arriver avec leurs suites, les terres des palais d'été et des tours de plaisance de l'empereur étaient plantées de raisins et de luzerne de tous côtés à perte de vue 
. Le Shiji affirme également que la fonte des métaux fut introduite dans la région du Dayuan par des déserteurs Han: 
 ... la fabrication des pièces de monnaie et des vases était auparavant inconnu. Plus tard, cependant, lorsque certains des soldats chinois attachés aux ambassades Han s'enfuirent et se rendirent aux habitants de la région, ils leur ont appris à couler du métal et à fabriquer des armes. 

#### Guerre Han-Dayuan

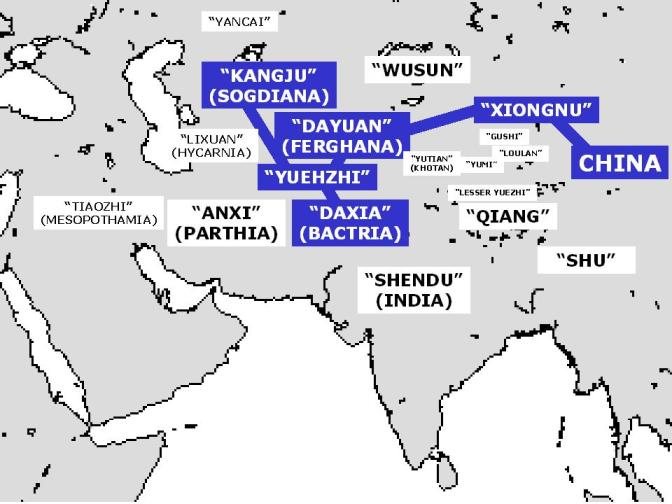
Les régions visitées par l'ambassadeur de l'empereur chinois Wudi (en bleu) et les noms des regions décrites dans son rapport de voyage (en gris)

À la suite des rapports de Zhang Qian (envoyé à l'origine pour obtenir une alliance avec les Yuezhi contre les Xiongnu, en vain), l'empereur chinois Wudi s'est intéressé à développer des relations commerciales avec les civilisations urbaines sophistiquées du Ferghana, de la Bactriane et de Parthie: "Le Fils du Ciel en entendant tout cela raisonné ainsi: le Ferghana (Dayuan), les possessions de la Bactriane et des Parthes sont de grands pays, plein de choses rares, avec une population vivant dans des demeures fixes et occupées à des occupations quelque peu identiques à celles du peuple chinois, mais avec des armées faibles et accordant une grande valeur aux riches produits de la Chine "( Shiji, 123) 
Les Chinois ont par la suite envoyé de nombreuses ambassades, une dizaine par an, dans ces pays et jusqu'en Syrie séleucide. " Ainsi plus d'ambassades ont été envoyés à An-si (l'Empire Parthe ), An-cai (les Aorsi ou Alains ), Li-kan (la Syrie sous les Séleucides), T'iau-chi (la Chaldée ) et Shon-tu (l'Inde ). . . En règle générale, un peu plus de dix missions de ce type se sont déroulées en un an, et au minimum cinq ou six. " ( Shiji, 123) 

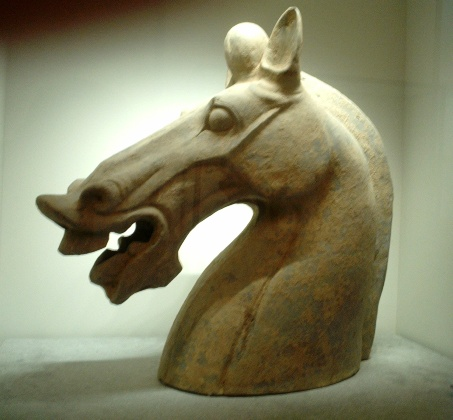
Fragment d'une sculpture de cheval en terre cuite de la dernière dynastie des Han (1er-2e siècle av ou ap JC)

Les Chinois étaient également fortement attirés par les chevaux grands et puissants («chevaux célestes») en possession des Dayuan, qui étaient d'une importance capitale pour combattre le peuple nomade des Xiongnu. Le refus du Dayuan de leur offrir suffisamment de chevaux ainsi qu'une série de conflits et d'irrespect mutuel ont entraîné la mort de l'ambassadeur chinois et la confiscation de l'or envoyé en paiement pour des chevaux.
Enragé et pensant le Dayuan faible, l'empereur chinois en 104 avant notre ère envoya Li Guangli, le frère de sa concubine préférée. On lui donna 6 000 cavaliers et «30 000 jeunes hommes de mauvaise réputation venus des provinces». Le général Li perdit de nombreux hommes en cours de route dans de petits combats avec des dirigeants locaux. Après une grave défaite à un endroit appelé Yucheng Li, il conclut qu'il n'était pas assez fort pour prendre la capitale ennemie et retourna donc à Dunhuang (environ 102 av. J.-C.).
L'empereur Wudi répondit en donnant à Li Guangli une armée beaucoup plus grande ainsi qu'un grand nombre de bœufs, d'ânes et de chameaux pour transporter des vivres. Avec cette force, il n'a eu aucune difficulté à atteindre Ershi, la capitale de Dayuan. Après un siège de 40 jours, les Chinois avaient percé le mur extérieur et coupé l'approvisionnement en eau. Les nobles d'Ershi tuèrent leur roi et envoyèrent sa tête à Li Guangli, offrant aux Chinois tous les chevaux qu'ils voulurent. Li  accepta l'offre, nomma l'un des nobles pour être le nouveau roi et se retira avec les chevaux. À son retour, tous les petits États acceptèrent la souveraineté chinoise. Il atteignit la porte de Jade vers 100 av. J.-C. avec 10 000 hommes et 1 000 chevaux.
Les contacts avec l'Occident ont été rétablis à la suite du traité de paix avec le Yuan. Des ambassadeurs sont à nouveau envoyés en Occident, des caravanes sont envoyées en Bactriane.

## L'ère du commerce Est-Ouest et des échanges culturels
La route de la soie a essentiellement vu le jour au Ier siècle av. J.-C., à la suite des efforts de la Chine pour consolider une route vers le monde occidental, à la fois par des implantations directes dans la région du bassin du Tarim et des relations diplomatiques avec les Dayuan, les Parthes et les Bactriens plus à l'ouest.
Un commerce intense suivit bientôt, confirmé par l'engouement romain pour la soie chinoise (fourni par les Parthes) dès le Ier siècle av. J.-C., au point que le Sénat publia, en vain, plusieurs édits interdisant le port de la soie, pour des raisons économiques et morales . Cela est attesté par au moins trois auteurs importants: 
- Strabon (64/63 avant notre ère – c.24 CE).
- Sénèque le Jeune (c.3 BCE – 65 EC).
- Pline l'Ancien – CE).

C'est aussi le moment où la foi bouddhiste et la culture gréco-bouddhiste ont commencé à voyager le long de la Route de la Soie, entrant en Chine vers le Ier siècle av. J.-C.

## Voir également
- Histoire du bouddhisme
- Gréco-bouddhisme